# Ontwikkelingskabinet V
Het Ontwikkelingskabinet V (Indonesisch: Kabinet Pembangunan V) was een Indonesisch kabinet dat regeerde in de jaren 1988-1993, onder leiding van president Soeharto en vicepresident Soedharmono. Het Ontwikkelingskabinet V was het vijfde van zeven 'ontwikkelingskabinetten' van Soeharto in zijn periode van Nieuwe Orde, die zou duren tot 1998.

## Kabinetsprogramma
Voor het Ontwikkelingskabinet V werden de volgende vijf doelen gesteld:
1. Verbeteren van de 'ontwikkelingstrilogie', ondersteund door een uitstekende nationale defensie. Met ontwikkelingstrilogie (Trilogi Pembangunan) werd gedoeld op: nationale stabiliteit, hoge economische groei en evenwichtige ontwikkeling.[2]
2. Verbeteren van de benutting van het staatsapparaat, richting een schone overheid.
3. Het institutionaliseren van de ideologie Pancasila.
4. Het verbeteren van de uitvoering van een onafhankelijk en actief buitenlands beleid voor het nationaal belang.
5. Uitvoeren van directe, algemene en vrije verkiezingen met stemgeheim in het jaar 1992.

Alleen het vijfde punt uit het kabinetsprogramma was concreet en meetbaar. Dit punt werd voltooid met de parlementsverkiezingen van 9 juni 1992.

## Samenstelling

### President en vicepresident
| President | President | Vicepresident | Vicepresident |
| --------- | --------- | ------------- | ------------- |
| Soeharto  |           |               | Soedharmono   |

### Coördinerend ministers
| Nr. | Ministerspost                                                                         | Minister | Minister         | Partij |
| --- | ------------------------------------------------------------------------------------- | -------- | ---------------- | ------ |
| 1   | Coördinerend Minister voor Politieke en Veiligheidszaken                              |          | Sudomo           |        |
| 2   | Coördinerend Minister voor Economie, Financiën, Industrie en Toezicht op Ontwikkeling |          | Radius Prawiro   |        |
| 3   | Coördinerend Minister voor Volkswelvaart                                              |          | Soepardjo Rustam |        |

### Ministers
| Nr. | Ministerspost                                   | Minister | Minister                    | Partij |
| --- | ----------------------------------------------- | -------- | --------------------------- | ------ |
| 4   | Minister van Binnenlandse Zaken                 |          | Rudini                      |        |
| 5   | Minister van Buitenlandse Zaken                 |          | Ali Alatas                  |        |
| 6   | Minister van Defensie en Veiligheid             |          | Leonardus Benyamin Moerdani |        |
| 7   | Minister van Justitie                           |          | Ismail Saleh                |        |
| 8   | Minister van Informatie                         |          | Harmoko                     | Golkar |
| 9   | Minister van Financiën                          |          | J.B. Sumarlin               |        |
| 10  | Minister van Handel                             |          | Arifin Siregar              |        |
| 11  | Minister van Industrie                          |          | Hartarto Sastrosoenarto     |        |
| 12  | Minister van Landbouw                           |          | Wardojo                     |        |
| 13  | Minister van Mijnbouw en Energie                |          | Ginandjar Kartasasmita      |        |
| 14  | Minister van Bosbouw                            |          | Hasjrul Harahap             |        |
| 15  | Minister van Openbare Werken                    |          | Radinal Mochtar             |        |
| 16  | Minister van Transport                          |          | Azwar Anas                  |        |
| 17  | Minister van Coöperaties                        |          | Bustanil Arifin             |        |
| 18  | Minister van Arbeid                             |          | Cosmas Batubara             | Golkar |
| 19  | Minister van Transmigratie                      |          | Soegiarto                   |        |
| 20  | Minister van Toerisme, Post en Telecommunicatie |          | Soesilo Soedarman           |        |
| 21  | Minister van Onderwijs en Cultuur               |          | Fuad Hassan                 |        |
| 22  | Minister van Gezondheid                         |          | Adhyatma                    |        |
| 23  | Minister van Godsdienst                         |          | Munawir Sjadzali            |        |
| 24  | Minister van Sociale Zaken                      |          | Haryati Soebadio            |        |

### Ministers van staat
| Nr. | Ministerspost                                            | Minister | Minister                  | Partij |
| --- | -------------------------------------------------------- | -------- | ------------------------- | ------ |
| 25  | Minister van Staat / Staatssecretaris                    |          | Moerdiono                 | Golkar |
| 26  | Minister van Staat voor Nationale Ontwikkelingsplanning  |          | Saleh Afiff               |        |
| 27  | Minister van Staat voor Onderzoek en Technologie         |          | Bacharuddin Jusuf Habibie | Golkar |
| 28  | Minister van Staat voor Bevolking en Milieu              |          | Emil Salim                |        |
| 29  | Minister van Staat voor Volkshuisvesting                 |          | Siswono Yudo Husodo       | Golkar |
| 30  | Minister van Staat voor Jongeren en Sport                |          | Akbar Tanjung             | Golkar |
| 31  | Minister van Staat voor Benutting van het Staatsapparaat |          | Sarwono Kusumaatmadja     |        |
| 32  | Minister van Staat voor de Rol van Vrouwen               |          | Sulasikin Murpratomo      |        |

### Onderministers
| Nr. | Ministerspost                                      | Minister | Minister                   | Partij |
| --- | -------------------------------------------------- | -------- | -------------------------- | ------ |
| 33  | Onderminister / Secretaris van het Kabinet         |          | Saadillah Mursjid          |        |
| 34  | Onderminister voor Financiën                       |          | Nasrudin Sumintapura       |        |
| 35  | Onderminister voor Handel                          |          | Sudrajad Djiwandono        |        |
| 36  | Onderminister voor Industrie                       |          | Tungki Ariwibowo           |        |
| 37  | Onderminister voor Landbouw                        |          | Sjarifuddin Baharsjah      |        |
| 38  | Onderminister voor Nationale Ontwikkelingsplanning |          | Bernardus Sugiarta Muljana |        |

### Beambten met de status van minister
| Nr. | Ministerspost                           | Minister                               | Minister                                      | Partij |
| --- | --------------------------------------- | -------------------------------------- | --------------------------------------------- | ------ |
| 38  | Commandant van de Strijdkrachten (ABRI) |                                        | Try Sutrisno (tot 19 februari 1993)           | Golkar |
| 38  | Commandant van de Strijdkrachten (ABRI) | Edi Sudradjat (vanaf 19 februari 1993) |                                               |        |
| 39  | Procureur-generaal                      |                                        | Sukarton Marmosujono (overleden 29 juni 1990) |        |
| 39  | Procureur-generaal                      | Singgih (vanaf 3 augustus 1990)        |                                               |        |
| 40  | Gouverneur van de Centrale Bank         |                                        | Adrianus Mooy                                 |        |